# شانت سندیفورد
شانت سندیفورد (انگلیسی: Chanté Sandiford؛ زادهٔ ۸ ژانویهٔ ۱۹۹۰) بازیکن فوتبال اهل ایالات متحده آمریکا است.
از باشگاه‌هایی که در آن بازی کرده‌است می‌توان به مجیک‌جک اشاره کرد.
وی همچنین در تیم‌های ملی فوتبال تیم ملی فوتبال زیر 17 سال زنان ایالات متحده و تیم ملی فوتبال زنان گویان بازی کرده‌است.